# ジョアンナ・コンタ
ジョアンナ・コンタ（Johanna Konta, 1991年5月17日 - ）は、オーストラリア・シドニー出身でイギリスの女子プロテニス選手。2016年の全豪オープンと2017年のウィンブルドン女子シングルスでベスト4に入った選手である。これまでにWTAツアーでシングルス3勝を挙げている（ダブルス優勝はない）。身長180cm、体重70kg。右利き、バックハンド・ストロークは両手打ち。WTAランキング最高位はシングルス4位、ダブルス88位。

## 来歴
ハンガリー系移民でホテル経営者の父と歯科医の母の間に生まれ、8歳からテニスを始める。2008年にプロに転向。
2012年に国籍をイギリスに変更し2012年ウィンブルドン選手権に主催者推薦で4大大会に初出場した。1回戦でクリスティナ・マクヘールに 7-6(4), 2-6, 8-10 で競り負けた。全米オープンでは予選を勝ち上がり1回戦でティメア・バボシュを 6-2, 7-5 で破り初戦を突破した。
2015年6月のエイゴン国際では2回戦で当時8位のエカテリーナ・マカロワを 6-2, 6-4 で破り初めてトップ10選手に勝利した。全米オープンでは予選から勝ち上がり2回戦でガルビネ・ムグルサを 7-6(4), 6-7(4), 6-2 で破った。試合時間は3時間23分で全米オープン女子シングルス最長試合となった。3回戦では第18シードのアンドレア・ペトコビッチを 7-6(2), 6-3 で破り4回戦に進出した。4回戦で第5シードのペトラ・クビトバに 5-7, 3-6 で敗れた。
2016年全豪オープンでは1回戦で第8シードのビーナス・ウィリアムズを 6-4, 6-2 で破る殊勲を上げた。勢いに乗り4大大会初のベスト8に進出した。準々決勝では張帥に 6-4, 6-1 で勝利し、イギリス女子選手としては1983年全米オープンのジョー・デュリー以来となる33年ぶりの4大大会シングルベスト4進出の快挙であった。準決勝では優勝したアンゲリク・ケルバーに 5-7, 2-6 で敗れた。
2016年7月のスタンフォード大会でツアー初の決勝に進出した。決勝ではビーナス・ウィリアムズを 7–5, 5–7, 6–2 で破り初優勝を果たした。8月のリオ五輪で初めてオリンピックに出場しシングルスでベスト8に進出、準々決勝でアンゲリク・ケルバーに 1-6, 2-6 で敗れた。10月のチャイナ・オープンで今季2度目の決勝進出。決勝でアグニエシュカ・ラドワンスカに 4-6, 2-6 で敗れ準優勝となった。大会後のランキングで9位となりトップ10入りを果たす。その後スベトラーナ・クズネツォワに逆転されてWTAファイナル初出場はならなかったが、WTAアワードの最も上達した選手賞（Most Improved Player of the Year）を受賞している。
2017年は1月のシドニー国際でツアー2勝目を挙げる。3月のマイアミ・オープンで今季2度目の決勝進出。決勝でキャロライン・ウォズニアッキに6-4, 6-3で勝利し、プレミア・マンダトリー初優勝を果たす。ウィンブルドンでは準々決勝でシモナ・ハレプを6-7(2), 7-6(5), 6-4 で破り英国女子としては1978年バージニア・ウェード以来39年ぶりにベスト4に進出した。準決勝ではビーナス・ウィリアムズに 4-6, 2-6 で敗れた。大会後の世界ランキングで自己最高の4位となった。

## WTAツアー決勝進出結果

### シングルス: 8回 (3勝5敗)
| 大会グレード                  |
| ----------------------------- |
| グランドスラム (0–0)          |
| WTAファイナルズ (0–0)         |
| プレミア・マンダトリー (1-1)  |
| プレミア5 (0-1)               |
| WTAエリート・トロフィー (0-0) |
| プレミア (2-0)                |
| インターナショナル (0–3)      |

| 結果   | No. | 決勝日        | 大会           | サーフェス | 対戦相手                     | スコア           |
| ------ | --- | ------------- | -------------- | ---------- | ---------------------------- | ---------------- |
| 優勝   | 1.  | 2016年7月24日 | スタンフォード | ハード     | ビーナス・ウィリアムズ       | 7–5, 5–7, 6–2    |
| 準優勝 | 1.  | 2016年10月9日 | 北京           | ハード     | アグニエシュカ・ラドワンスカ | 4–6, 2–6         |
| 優勝   | 2.  | 2017年1月13日 | シドニー       | ハード     | アグニエシュカ・ラドワンスカ | 6–4, 6–2         |
| 優勝   | 3.  | 2017年4月1日  | マイアミ       | ハード     | キャロライン・ウォズニアッキ | 6–4, 6–3         |
| 準優勝 | 2.  | 2017年6月18日 | ノッティンガム | 芝         | ドナ・ベキッチ               | 6–2, 6–7(3), 5–7 |
| 準優勝 | 3.  | 2018年6月17日 | ノッティンガム | 芝         | アシュリー・バーティ         | 3–6, 6–3, 4–6    |
| 準優勝 | 4.  | 2019年5月4日  | ラバト         | クレー     | マリア・サッカリ             | 6–2, 4–6, 1–６   |
| 準優勝 | 5.  | 2019年5月19日 | ローマ         | クレー     | カロリナ・プリスコバ         | 3-6, 4-6         |

## 4大大会シングルス成績
略語の説明
| W | F | SF | QF | #R | RR | Q# | LQ | A | Z# | PO | G | S | B | NMS | P | NH |

W=優勝, F=準優勝, SF=ベスト4, QF=ベスト8, #R=#回戦敗退, RR=ラウンドロビン敗退, Q#=予選#回戦敗退, LQ=予選敗退, A=大会不参加, Z#=デビスカップ/BJKカップ地域ゾーン, PO=デビスカップ/BJKカッププレーオフ, G=オリンピック金メダル, S=オリンピック銀メダル, B=オリンピック銅メダル, NMS=マスターズシリーズから降格, P=開催延期, NH=開催なし.
| 大会           | 2012 | 2013 | 2014 | 2015 | 2016 | 2017 | 2018 | 2019 | 通算成績 |
| -------------- | ---- | ---- | ---- | ---- | ---- | ---- | ---- | ---- | -------- |
| 全豪オープン   | A    | LQ   | LQ   | LQ   | SF   | QF   | 2R   | 2R   | 11–4     |
| 全仏オープン   | A    | LQ   | LQ   | 1R   | 1R   | 1R   | 1R   | SF   | 5–5      |
| ウィンブルドン | 1R   | 1R   | 1R   | 1R   | 2R   | SF   | 2R   | QF   | 11–8     |
| 全米オープン   | 2R   | LQ   | 1R   | 4R   | 4R   | 1R   | 1R   |      | 7–6      |